# Coca de Alba
Coca de Alba település Spanyolországban, Salamanca tartományban.  Lakosainak száma 95 fő (2024).

## Népesség
A település népessége az elmúlt években az alábbi módon változott:
| Lakosok száma | 156  | 132  | 134  | 124  | 109  | 103  | 97   | 109  | 104  | 95   |
|               | 2001 | 2004 | 2007 | 2009 | 2012 | 2014 | 2017 | 2019 | 2022 | 2024 |